# La tregua
La tregua é um filme de drama argentino de 1974 dirigido e escrito por Sergio Renán. Foi indicado ao Oscar de melhor filme estrangeiro na edição de 1975, representando a Argentina. Em 1977, o filme argentino, foi a primeira obra cinematográfica latino-americana a participar do Festival do Cinema Brasileiro de Gramado, na cidade de Gramado, no Rio Grande do Sul.

## Elenco
- Héctor Alterio ....  Martín Santomé
- Luis Brandoni ....  Esteban Santomé
- Ana María Picchio ....  Laura Avellaneda
- Marilina Ross ....  Blanca Santomé
- Oscar Martínez ....  Jaime Santomé
- Cipe Lincovsky .... mãe Laura
- Lautaro Murúa .... The Manager
- Norma Aleandro.... mulher no ônibus
- Sergio Renán ... amigo de Jaime
- Antonio Gasalla ....  Santini
- Luis Politti .... Vignale
- Jorge Sassi .... Suárez